# Hussigny-Godbrange
Hussigny-Godbrange là một xã trong vùng Grand Est, thuộc tỉnh Meurthe-et-Moselle, quận quận Briey, tổng Herserange. Tọa độ địa lý của xã là 49° 29' vĩ độ bắc, 05° 52' kinh độ đông. Hussigny-Godbrange nằm trên độ cao trung bình là 423 mét trên mực nước biển, có điểm thấp nhất là 275 mét và điểm cao nhất là 445 mét. Xã có diện tích 15,37 km², dân số vào thời điểm 1999 là 3076 người; mật độ dân số là 200 người/km².

## Thông tin nhân khẩu
| 1962  | 1968  | 1975  | 1982  | 1990  | 1999  |
| ----- | ----- | ----- | ----- | ----- | ----- |
| 2.942 | 3.499 | 3.208 | 2.871 | 2.827 | 3.076 |